# Johann Heinrich Michels

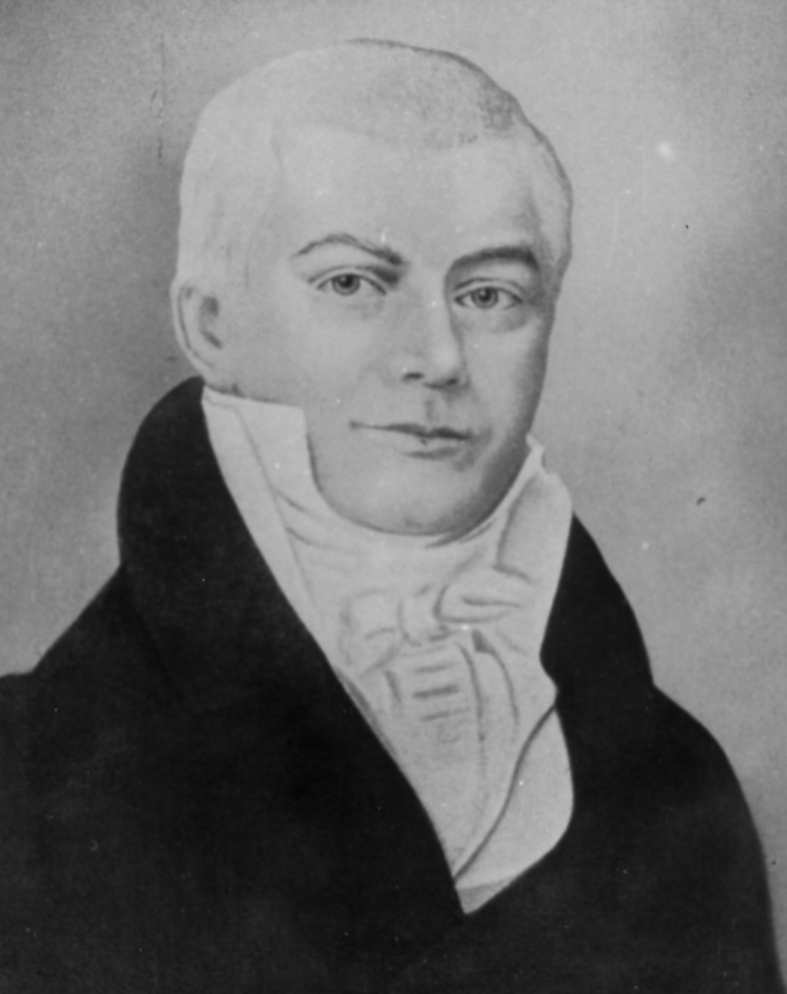
Der Mülheimer Bürgermeister Johann Heinrich Michels (1813–1816)

Johann Heinrich Michels (* getauft 20. Juni 1763 in Mülheim an der Ruhr; † 15. November 1823 ebenda) war ein deutscher Kaufmann, Reeder und Bürgermeister der Stadt Mülheim an der Ruhr von 1813 bis 1816.

## Leben
Die Amtszeit von Michels war geprägt von den Befreiungskriegen gegen Napoleon. Nach Bonapartes Niederlage in der Völkerschlacht bei Leipzig waren die Franzosen über den Rhein zurückgedrängt worden.  Die nachrückenden Truppen der gegen Frankreich verbündeten Mächte nutzten Mülheim als Etappenort, an dem Unterkunft und Verpflegung durch die Bewohner der Stadt gestellt werden mussten. Durch kontinuierliche Vorsprache bei den oberen Zivil- und Militärbehörden bemühte sich Michels, die Kriegsbelastungen für die Mülheimer Bevölkerung abzumildern und den Truppennachschub auf andere Routen zu lenken. Als die Stadtkasse bei der Übernahme der Kosten für die Truppenversorgung an ihre Grenzen stieß, streckte Michels einen Teil der erforderlichen Gelder aus seinem Privatvermögen vor. Die Rückzahlung dieser Beträge zog sich bis zu seinem Tod 1823 hin.
Während seiner Amtszeit wurden das Großherzogtum Berg und damit die Stadt Mülheim an der Ruhr preußisch.